# Герб Вельска
Герб города Вельска — административного центра Вельского района Архангельской области Российской Федерации.

## Описание и история герба
В 1780 году Вельск стал уездным городом Вельского уезда Вологодского наместничества.
Герб Вельска был Высочайше утверждён императрицей Екатериной II 2 октября 1780 года вместе с другими гербами городов Вологодского наместничества  (ПСЗ, 1780, Закон № 15069). Описание герба Вельска гласило:

"Дегтемъ наполненная бочка въ золотомъ полѣ. В знакъ того, что обыватели того города онымъ производятъ знатный торгъ. В верхней части щита — Герб Вологды: «В красномъ полѣ щита видна выходящая из облака рука, держащая золотую державу с серебрянымъ мечемъ».

14 декабря 2005 года решением Собрания депутатов МО «Вельский район» № 143 был утверждён герб Вельского района. Герб района был создан на основе исторического герба Вельска и имел следующее описание: «В золотом поле лежащая червлёная бочка с золотыми обручами и чёрными потёками дёгтя из-под золотой втулки. В серебряной главе червлёный орнамент в виде косой решётки со сквозными ромбами в узлах и двойными червлёными косыми крестами в ячеях. В вольной части герб Архангельской области. Щит увенчан муниципальной короной «золотой территориальной короной о пяти зубцах установленного образца».
В 2006 году было образовано муниципальное образование «Вельское». Решения о возрождении или восстановлении исторического герба Вельска в качестве официального символа современного города и МО «Вельское», городскими властями пока не приняты.